# Niels Henrik Arendt
Niels Henrik Arendt (23. september 1950, Købehavn - 24. august 2015) var biskop over Haderslev Stift fra 1999 til 2013. Inden han blev biskop, var han sognepræst i Naur Pastorat 1975-92 og domprovst i Haderslev Domkirke 1992-99. Ved sin død var Arendt sognepræst i Staby og Madum Sogne.

## Liv og karriere
Niels Henrik Arendt var søn af tidligere domprovst, dr.theol.h.c. Rudolph Arendt og cand.theol. Else Arendt, begge forældrene var præster. Han blev født den 23. september 1950 i København og voksede op i Ugilt Præstegård, siden i Tønder.
Arendt var uddannet Cand.theol. fra Aarhus Universitet i 1974, herefter blev han sognepræst ved Naur og Sir Kirke i Viborg Stift, hvor han virkede mellem 1975 og 1992. Siden Domprovst i Haderslev Domkirke fra 1992 til 1999. I 2013 blev han sognepræst i det lille vest-jyske Staby-Madum Sogn. Han blev i oktober 2013 valgt som formand for Grundtvigsk Forum, en post han beholdt til sin død. Han var udpeget som folkekirkens teologiske rådgiver i forbindelse med planlægningen af et 500års-jubilæum i 2017 for reformationen.
Arendt døde efter kort tids sygdom den 24. august 2015, han var gift og havde fire børn.